# Madras
Chennai
Pour les articles homonymes, voir Madras (homonymie).
Madras (/ma.dʁas/ ou /ma.dʁɑs/,; en tamoul : மெட்ராஸ், /mɛʈrɑːs/) ou Chennai (en tamoul : சென்னை, /t͡ɕenːaɪ̯/ ) est la capitale du Tamil Nadu, l'État indien le plus au sud. C'est la plus grande ville de l'État quant à la superficie et la population, et elle est située sur la côte de Coromandel, dans le golfe du Bengale. Selon le recensement indien de population de 2011, Chennai est la sixième ville  d'Inde et forme la quatrième agglomération urbaine du pays. La Greater Chennai Corporation est l'organe civique responsable de la ville ; c'est la plus ancienne corporation urbaine de l'Inde, créée en 1688 - la deuxième plus ancienne au monde après Londres.
Historiquement, Chennai et ses environs ont fait partie des royaumes Pallava, Chola, Pandya et Vijayanagara pendant de nombreux siècles. Les terres côtières, qui contenaient alors le village de pêcheurs Madrasapattinam, ont été achetées par la British East India Company au Nayak (souverain) Damarla Chennapa Nayaka (en) (Venkatadri ou Venkatappa), au XVIIe siècle. La garnison britannique a établi la ville et le port de Madras, et a construit Fort St. George - la première forteresse britannique en Inde - qui a été brièvement conquise par les Français en 1746, avant de devenir la capitale d'hiver de la présidence de Madras, une province coloniale du Raj britannique dans le sous-continent indien. Après l'indépendance de l'Inde en 1947, Madras est restée la capitale de l'État de Madras et de l'actuel Tamil Nadu. La ville a été officiellement rebaptisée Chennai en 1996.
La ville de Madras compte plus de six millions d'habitants et constitue le centre commercial, culturel et économique majeur de l'Inde du Sud.

## Géographie

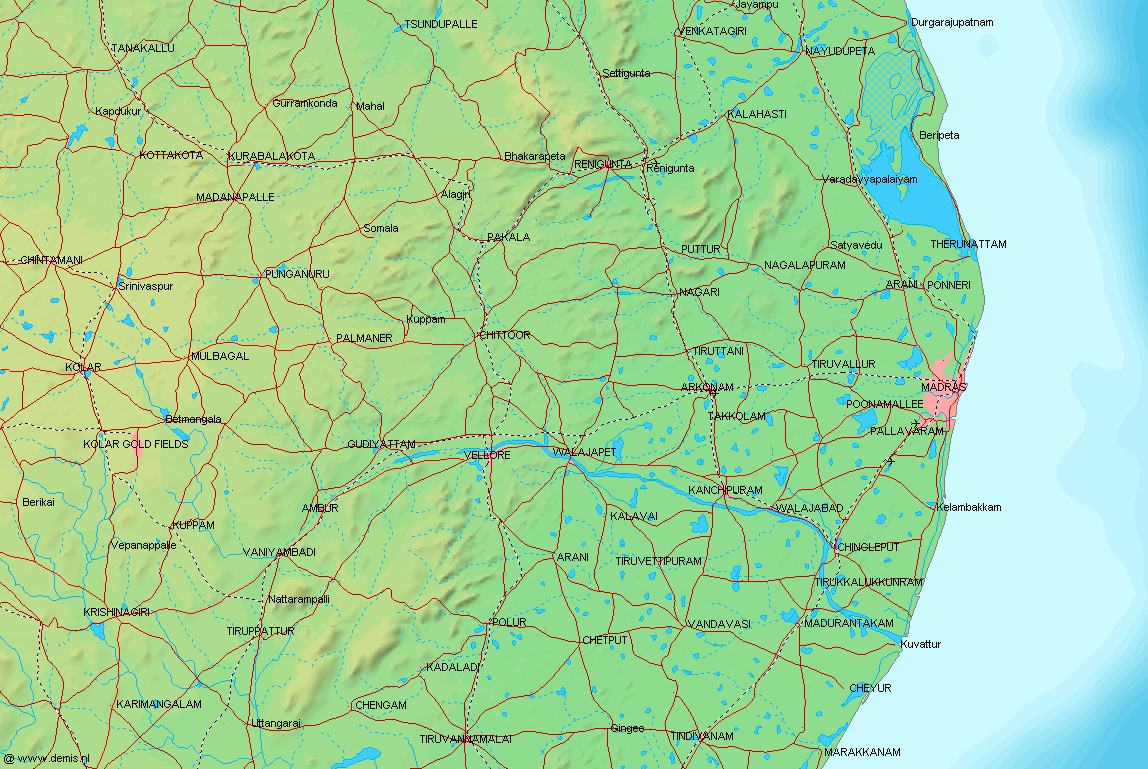
Madras et les villes environnantes.

Madras se trouve sur la côte de Coromandel, bordant le golfe du Bengale, au nord du Tamil Nadu. Deux fleuves côtiers la traversent le Cooum, dans le centre-ville, et l'Adyar, plus au sud.
Elle est la sixième ville d'Inde par sa population. Elle comptait 6 221 782 habitants au recensement de 2011 contre 4 216 268 habitants au recensement de 2001, mais la superficie de la ville est passée de 174 km2 à 426,7 km2. La zone métropolitaine s'étend sur 1 189 km2 et compte environ  11 503 000 habitants (en 2022), ce qui en fait la quatrième région métropolitaine d'Inde.
Elle possède un grand port et l'une des plus longues plages de sable de l'Inde, Marina Beach.

## Toponymie
La ville portait le nom de Madras jusqu'en 1996. Ce nom proviendrait de Madraspattinam, un village de pêcheurs au nord du fort Saint-George. Toutefois, il a été pensé un temps que son utilisation ait été incertaine avant la colonisation. Des cartographes attribuent également le nom Madras à Mundir-raj et d'autres suggèrent que les Portugais, arrivés par la mer au XVIe siècle, ont nommé le village Madre de Deus (Mère de Dieu). D'autres théories suggèrent encore que le nom proviendrait d'une famille portugaise, les Madeiros, d'un prêtre chrétien, d'une école coranique (médersa) ou du mot madhu-ras (miel en hindi).
Comme de nombreuses villes en Inde, le nom de Madras a été changé ces dernières années, sous prétexte d'abolir un reliquat colonial. En 1996, la ville est officiellement devenue Chennai, qui est une forme abrégée de Chennapattanam, la ville construite autour du fort Saint-George. Ce nom provient de celui du roi télougou Damarla Chennappa Nayakudu (en), souverain (nayak/naïck) de Calastri et Vandavachi, et père de Damarla Venkatadri Nayakudu, auprès de qui les Britanniques ont acquis la ville en 1639. Ce dernier avait auparavant rebaptisé la ville à la mémoire de son père. La première utilisation du nom Chennai daterait du 8 août 1639 dans un acte de vente de la Compagnie britannique des Indes orientales. Certains avancent une autre étymologie, Chennai proviendrait du temple de Chenna Kesava Perumal (Vishnou), le mot chenni signifiant visage en tamoul et le temple étant considéré comme le visage de la ville.
Si le nom de Madras fait depuis quelques décennies l'objet de critique de la part de certains mouvements post-coloniaux, une inscription trouvée à Penneswaramadam, dans le district de Krishnagiri, infirme néanmoins la validité de cette position,. Gravée sur un rocher des berges du Ponnaiyar et datée du 21 juillet 1367, cette inscription, édictée en tamoul sous le règne de Kampana II de Vijayanagara, fait notamment état de ses conquêtes dans le Tondaimandalam. Parmi les villes côtières prises dans cette région, y est cité le port de Mādarasanpattanam, une mention qui constitue la plus ancienne référence formelle à la ville de Madras,. Cet ancien nom, plus tardivement francisé en Madraspatan, a été adopté dans de nombreuses langues sous la forme de Madras. Par ailleurs, l'usage de « Madras » reste courant parmi les locaux et de nombreux indiens, et est même officiel dans la désignation de nombreuses institutions de la ville, telles que la Haute Cour de Madras.
Cette démarche de rebaptisation de la ville répondait à une volonté de politiciens régionaux ethnocentristes (ici le parti du DMK), contribuant à une tendance nationale pour ce genre de procédure, plutôt qu'à un « retour » vers un nom précolonial qui aurait été d'usage auparavant. Similairement à Bombay ou Mumbai. Il s'agissait pour ses initiateurs d'affirmer leur présence dans la ville et de façonner cette dernière selon leur imaginaire politique et idéologique.

## Histoire

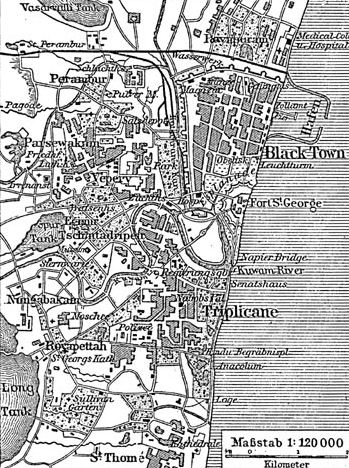
Carte de la ville coloniale (1888).

Thomas, l'un des douze apôtres, est associé à Madras. La tradition des chrétiens locaux rapporte qu'il est venu en Inde pour évangéliser la colonie juive qui y était installée depuis le VIIe siècle avant notre ère. Selon cette tradition il est mort en martyr à Madras en l'an 72, transpercé par une lance[réf. nécessaire], sur un petit mont appelé aujourd'hui le mont Saint-Thomas, où un sanctuaire a été édifié, et où les chrétiens indiens viennent en pèlerinage.
Au-delà de ce « mont Saint-Thomas », la figure de l'apôtre est également présente dans le nom d'une banlieue de Madras, Santhome (à Mylapore). Édifiée au-dessus de la crypte, où reposerait la tombe de l'apôtre, une basilique a été édifiée à la fin du XIXe siècle, la basilique Saint-Thomas, située en bord de mer. En 1986, lors de son voyage apostolique en Inde, le pape Jean-Paul II s'est recueilli près de cette tombe.
Madras est l'un des premiers avant-postes de la Compagnie britannique des Indes orientales (British East India Company, 1600-1875). La ville est fondée en 1639 lorsque la compagnie choisit Madraspattinam, un petit village de pêche, pour s'y installer. La ville compte alors environ 7 000 habitants.
Le fort Saint-George, construit par les Anglais, est aujourd'hui le siège législatif et administratif officiel de l'État. Le port est un enjeu important de la rivalité franco-anglaise pour la domination de l'Inde au XVIIIe siècle lors de la guerre de Succession d'Autriche et de Sept Ans. En 1746, la place est prise presque sans combat après une brève bataille navale et un débarquement du gouverneur de l'Île-de-France, La Bourdonnais. Dupleix, le gouverneur de Pondichéry, fait raser la ville qui est cependant rendue à l'Angleterre en 1748. En 1758, elle est de nouveau attaquée par les Français, mais résiste au siège des troupes de Lally-Tollendal.
Après la défaite de la France en 1761 et la destruction de la ville rivale de Pondichéry, George Town s'est développée peu à peu, devenant la ville moderne de Madras et absorbant plusieurs bourgs voisins.
En 1901, Madras compte environ 540 000 habitants. Dès le début du XXe siècle, Madras est la principale agglomération du Sud de l'Inde.
En 1971, la municipalité centre de Madras compte 2,6 millions d'habitants contre 3,5 millions pour son agglomération. À la même époque, environ un tiers de la population de la ville vit dans un bidonville ou un habitat dégradé.
En 1996, le gouvernement a abandonné le nom de Madras et rebaptisé la ville Chennai. En 2001, la municipalité de Madras compte plus de 4 millions d'habitants, alors que son agglomération en compte 7 millions.

## Démographie et culture

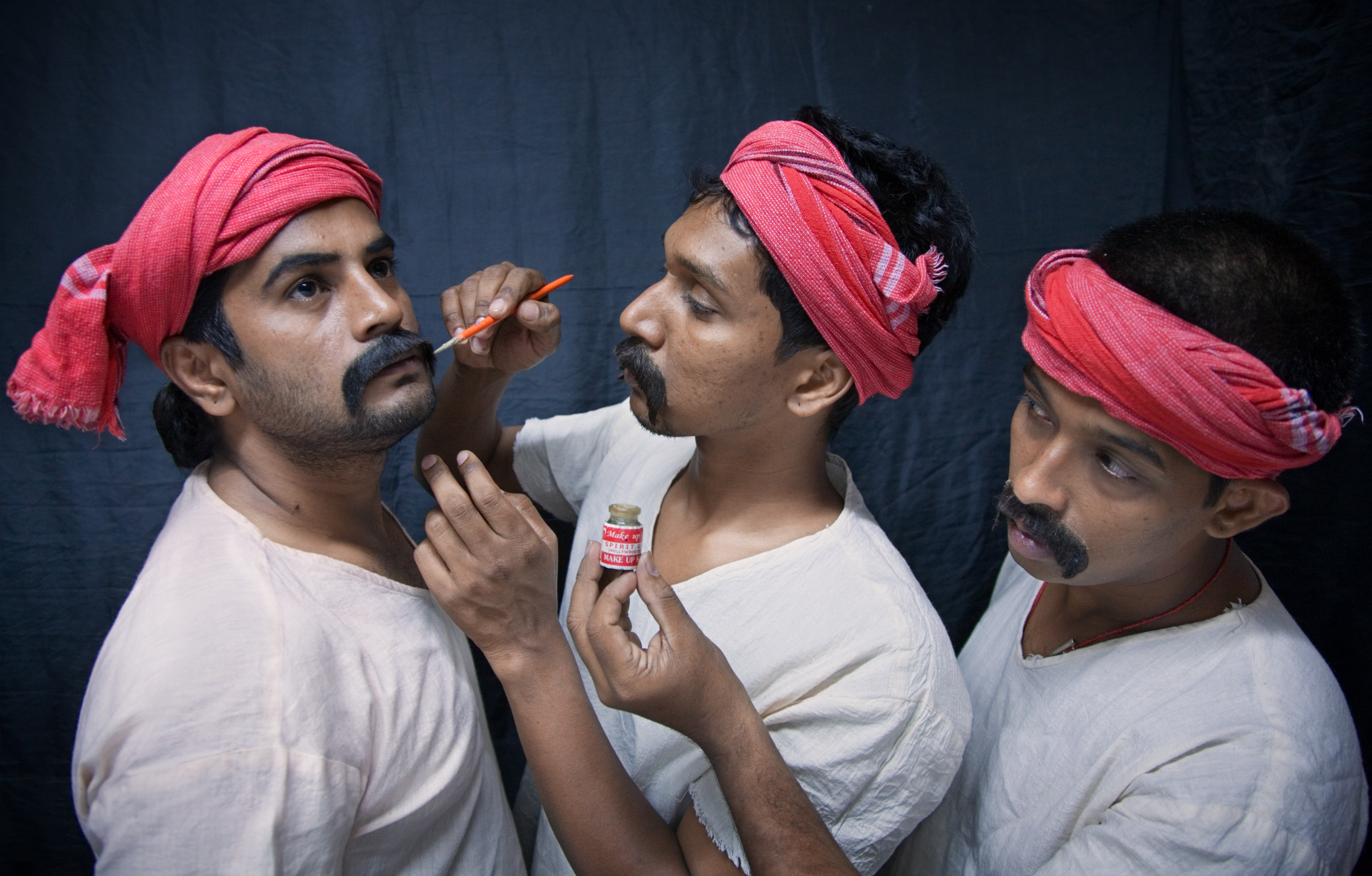
Acteurs de la troupe de théâtre se maquillant.

La majeure partie des habitants de Madras sont Tamouls et leur langue maternelle est le tamoul. Le caractère cosmopolite de la ville a donné un pidgin particulier qu'est le tamoul de Madras : ce dialecte Madras bashai attribue un aspect identitaire et engagé chez une partie des Madrasiens. L'anglais est largement parlé, mais est presque exclusivement employé dans les affaires et l'enseignement.
Outre les Tamouls, les Télougous sont très nombreux, du fait de la proximité géographique de Madras avec l'Andhra Pradesh. Les télougophones bénéficient d'une présence ancienne dans la région et significative dans l'histoire de la ville,. D'autres communautés issues d'autres régions du pays forment une part considérable de la population de Madras, telles que les communautés rajasthanie, biharie, malayâlie, canaraise, goudjaratie, sindhie, pendjabie…
Des populations étrangères résident également dans cette ville, qui compte la troisième population d'expatriés en nombre après Bombay et Delhi, estimée à plus de 100 000 personnes en 2016. L'installation de nombreuses entreprises étrangères et les investissements étrangers sont en grande partie moteurs de cette dynamique démographique. Les plus importantes communautés d'expatriés sud-coréens et japonais en Inde sont installées à Madras, les sud-coréens formant également la plus importante communauté étrangère résidente,,.
Madras est connu comme un des hauts-lieux de la cuisine indienne traditionnelle du Sud. La cuisine des restaurants est habituellement bon marché au regard de la qualité qu'elle offre. Les plats typiques sont entre autres les dosas (crêpes), le idli (un gâteau de riz), le sambhar (ragoût fait de lentilles, piments, graines de coriandre et d'autres épices).
Madras est également un centre culturel important, célèbre pour la musique classique sud-indienne, ou musique carnatique, et une des danses classiques sud-indiennes, le Bharata natyam. Les deux disciplines artistiques ont connu leur institutionnalisation et leur développement moderne dans la ville, à travers la seconde moitié du XIXe siècle et le XXe siècle,. Des milliers de personnes et de très nombreuses écoles y enseignent la musique et la danse, comme la fameuse Fondation Kalakshetra. Les visiteurs affluent à Madras pendant les mois de décembre-janvier, période du festival centenaire de musique carnatique de la ville, connue sous le nom de « Madras Music Season (en) ».
La riche scène musicale de la ville a contribué à l'admission de Madras au réseau des villes créatives de l'UNESCO dans le domaine de la musique. Une scène musicale qui est relativement ancienne mais aussi diversifiée, entre la musique classique carnatique, les productions plus populaires des films musicaux indiens en langues tamoule, télougoue et malayalam (Kollywood, Tollywood et Mollywood) et des autres genres musicaux en vogue, ainsi que la musique folklorique, dont le Gaana (en), genre propre à Madras.
La ville a également été le siège d'un mouvement artistique important entre les années 1960 et les années 1980, appelé le « Madras Art Movement ». Apparu à l'École des beaux-arts de Madras, ce mouvement d'art moderniste régionalisant, inspiré par les traditions picturales vernaculaires, a connu deux styles qui sont le figuratif et l'abstrait.

## Éducation
- L’université de Madras est, après celle de Calcutta et celle de Bombay, l'une des trois plus anciennes universités d'Inde. Fondée en 1857, elle est organisée sur le modèle de l'université de Londres.
- Le Loyola College est une institution jésuite d'enseignement supérieur. Fondée en 1925 par des missionnaires jésuites français, l'institution est aujourd'hui affilié à l'université de Madras, tout en bénéficiant d'un grand degré d'autonomie.
- Le campus des Instituts centraux de technologie, au sud de Madras, abrite notamment l'Institut des sciences mathématiques.
- L'Institut indien de technologie de Madras (IIT Madras) est un établissement d'enseignement supérieur publique de renom en Inde.

## Économie
Madras est le siège de nombreuses entreprises, en particulier manufacturières, de construction automobile et d'informatique.
Madras est un port pétrolier et un centre industriel dans le secteur industriel majeur à l'échelle de l'Inde, notamment les quartiers nord de la ville autour du port d’Ennore.
Le Sud de l'agglomération est lui marqué par des activités tertiaires, que cela soit l'enseignement supérieur, les télécommunications, la médecine, la finance ou encore les sièges sociaux d'entreprises.

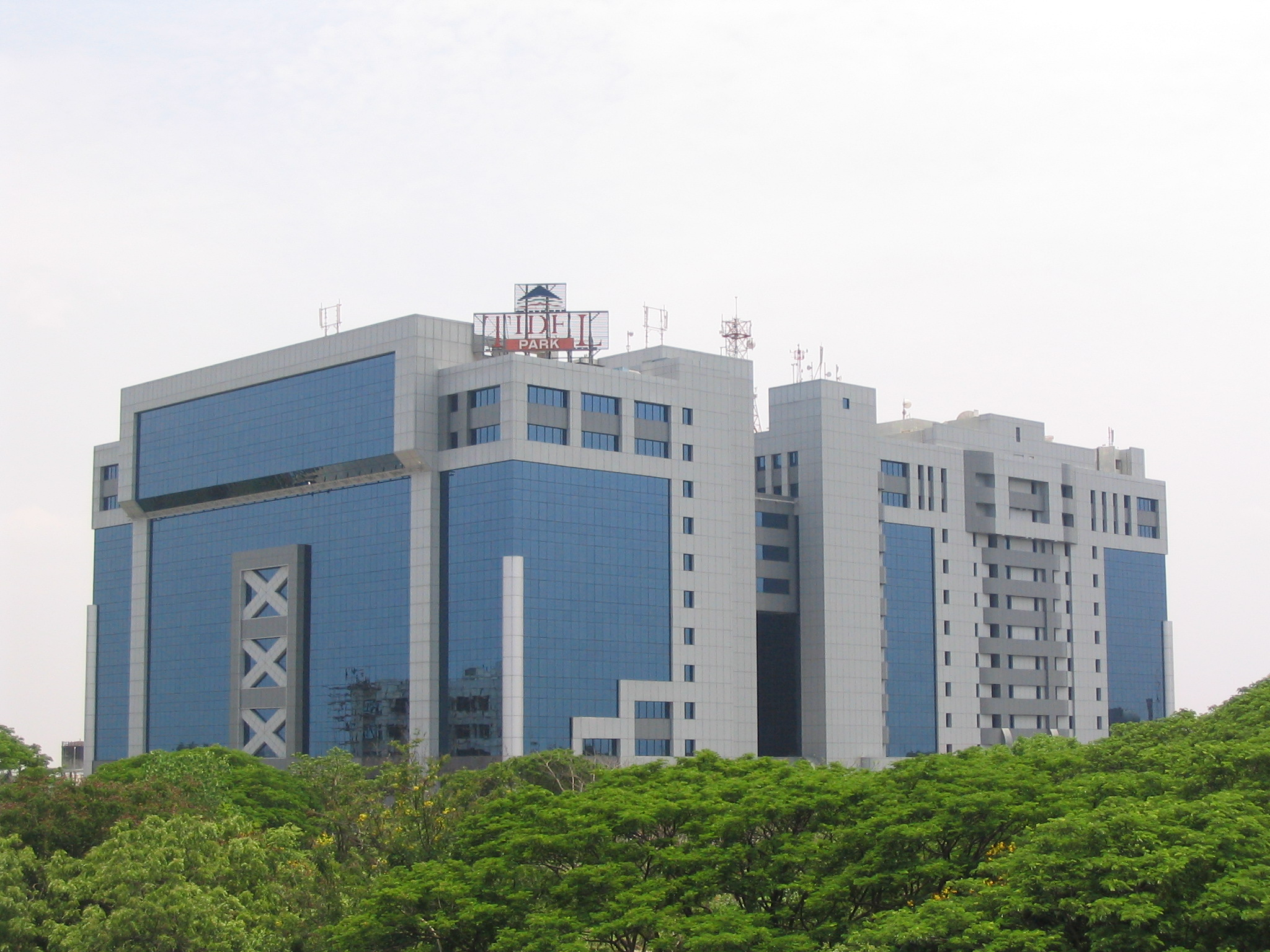
Tidel Park.

En 2015, la ville vote une loi interdisant la construction de panneaux d'affichage publicitaires dans l'espace public.

## Transport
L'accès à Madras peut se faire :
- par route, avec la NH-5, la NH-4, la NH 45 (en), la NH-205 car elle est l'un des sommets du quadrilatère d'or ;
- par train dans la zone 7 de l'Indian Railways (gare centrale de Madras) ;
- par ses deux ports, le port de Madras et le port d'Ennore ;
- par avion avec l'aéroport international de Madras.

À l'intérieur de la ville, le réseau de métropolitain comporte deux lignes et une vingtaine de stations.

## Jumelages
La ville de Madras est jumelée avec les villes suivantes (par ordre chronologique) :
- Volgograd (Russie) depuis 1966,
- Denver (États-Unis) depuis 1984,
- San Antonio (États-Unis) depuis 2007,
- Kuala Lumpur (Malaisie) depuis 2010,
- Chemnitz (Allemagne) depuis 2014.

## Administration

### Politique
La ville est administrée par la Corporation municipale de Madras. Établie en 1688, c'est la plus vieille administration municipale d'Inde, mais aussi des pays du Commonwealth en dehors du Royaume-Uni. Le conseil municipal comprend 155 membres, représentant autant de districts.
Madras est la capitale de l'État du Tamil Nadu. Le gouvernement et la législature de l'État, ainsi que la Haute Cour de Madras dont la compétence s'étend sur le Tamil Nadu et Pondichéry, sont situés à Madras. Madras est divisée en trois circonscriptions pour la Lok Sabha (Madras Nord, Madras Central, Madras Sud) et 14 pour l'Assemblée législative du Tamil Nadu.

## Lieux d'attractions

### Centres commerciaux, Malls
- Spencer Plaza
- Chennai Citi Centre
- Ampa Skywalk
- Express Avenue (en)
- The Laurel Mall

### Zoos, parcs nationaux…
- Tholkappia Poonga (en) (aussi connu comme Adyar Eco Park)
- Parc zoologique d'arignar Anna
- Madras Crocodile Bank Trust
- Parc national de Guindy

### Plages
- Edward Elliot's Beach (en)
- Marina Beach
- Golden Beach (Madras)

### Parcs d'attractions
- Dash n Splash (en)
- Kishkinta
- Queens Land (en)
- VGP Universal Kingdom (en)

## Patrimoine
- L'église arménienne
- Le fort Saint-George
- Le Musée gouvernemental sur (en) Pantheon Road, avec son importante collection de bronzes Chola
- Le temple de Kapaleeshwarar
- Le temple de Parthasarathy
- Le temple de Kalikambal, situé dans la vieille ville (George Town), est réputé pour avoir été visité par le roi marathe Shivaji au XVIIe siècle
- La Fondation Kalakshetra
- Le Village d'artistes Cholamandal, avec son centre d'art contemporain et son musée consacré aux « modernistes madrasiens »

Plusieurs églises de l’Église catholique situés dans la ville sont également remarquables :
- la basilique-cathédrale Saint-Thomas dans le quartier de Mylapore[33] ;
- l'église Notre-Dame-de-Lumière dans le quartier de Mylapore, est la plus ancienne église de la ville en l'état ;
- le sanctuaire Notre-Dame-d’Espérance sur le mont Saint-Thomas[34] ;
- la cocathédrale Sainte-Marie-des-Anges (en)[35].

## Environnement
Selon les estimations du gouvernement, Madras devrait commencer à manquer d'eau souterraine dès 2020

## Climat
Madras bénéficie d'un climat tropical de savane correspondant au type Aw de la classification de Koppen. Le climat est chaud et humide une bonne partie de l'année, avec des températures journalières excédant fréquemment 40 °C pendant l'été. La ville connaît, lors de la mousson nord-est de septembre-décembre, l'essentiel de sa période humide.
| Mois                                | jan. | fév. | mars | avril | mai  | juin | jui. | août | sep. | oct. | nov. | déc. | année |
| ----------------------------------- | ---- | ---- | ---- | ----- | ---- | ---- | ---- | ---- | ---- | ---- | ---- | ---- | ----- |
| Température minimale moyenne (°C)   | 20,4 | 21,6 | 23,5 | 26,2  | 27,7 | 27,4 | 26   | 25,6 | 25,3 | 24,4 | 22,7 | 21,5 | 24,4  |
| Température moyenne (°C)            | 24,6 | 26,2 | 28,4 | 30,9  | 32,9 | 32,4 | 30,7 | 30,1 | 29,7 | 28,2 | 26,1 | 25   | 28,8  |
| Température maximale moyenne (°C)   | 28,8 | 30,7 | 33,2 | 35,6  | 38   | 37,4 | 35,3 | 34,5 | 34   | 31,9 | 29,5 | 28,4 | 33,1  |
| Précipitations (mm)                 | 27   | 34   | 4    | 12    | 39   | 71   | 121  | 138  | 161  | 373  | 409  | 152  | 1 541 |
| Nombre de jours avec précipitations | 1,9  | 1,3  | 0,4  | 1,3   | 2    | 7,6  | 9,8  | 10,9 | 10   | 12,1 | 11,8 | 6,9  |       |

Le cyclone Vardah a fait au moins dix morts à Madras dans la nuit du 12 au 13 décembre 2016.

## Sports

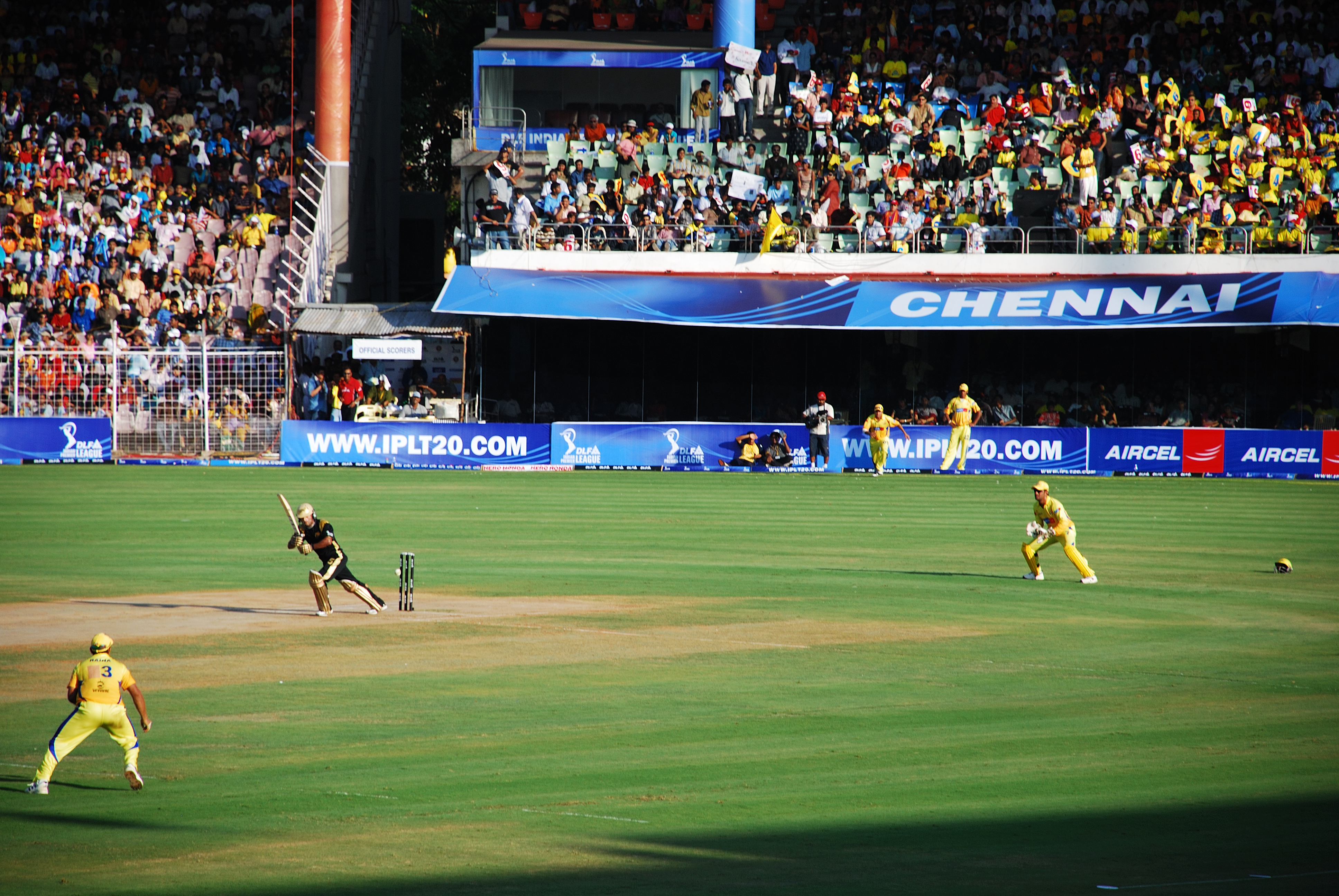
Match d'IPL entre Chennai Super Kings et Kolkata Knight Riders.

Le cricket est le sport le plus populaire de Madras. Le stade de cricket M. A. Chidambaram Stadium, situé a Chepauk, est l'un des stades de cricket les plus vieux d'Inde. Le stade a été rénové pour accueillir la coupe du monde de cricket de 2011. Le stade Chemplast Cricket Ground (en) appartenant à l'Institut indien de technologie de Madras est un autre stade très important. La ville possède aussi l'équipe de cricket Chennai Super Kings de l'Indian Premier League et Chennai Superstars de l'Indian Cricket League.
Madras possède une équipe de hockey, les Chennai Veerans (en) de Premier Hockey League (en). Un tournoi de tennis, le Tournoi de tennis de Chennai (ou Chennai Open), s'y déroule. Depuis 2014, la ville possède aussi son équipe de football, le Chennaiyin Football Club évoluant dans le championnat national, l'Indian Super League.

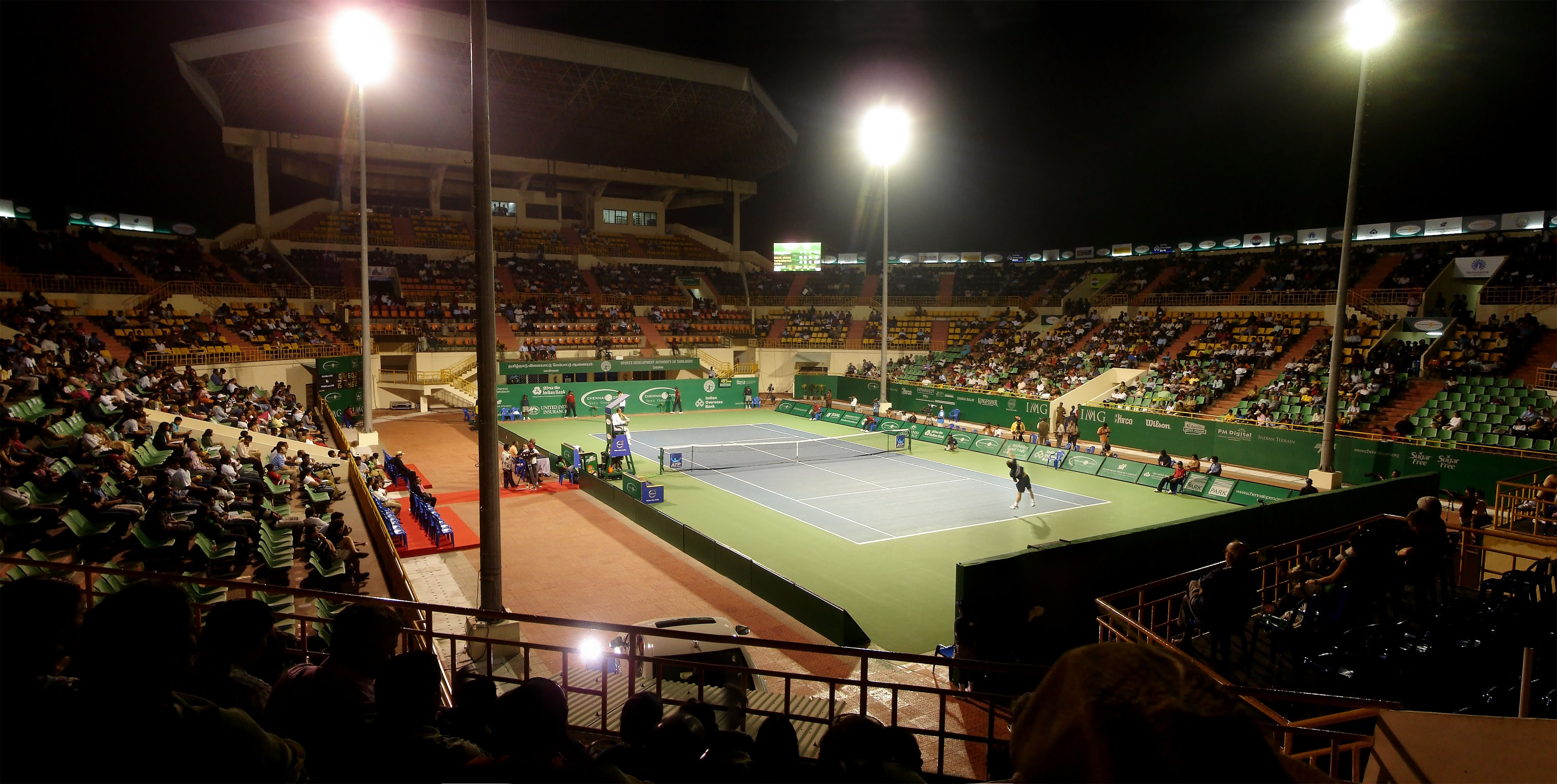
Open de Chennai dans le stade en à.

Madras est aussi la ville natale de plusieurs grands joueurs d'échecs indiens : les grands maîtres Ramachandran Ramesh (qui a ouvert une école d'échecs à Madras) et Krishnan Sasikiran et Viswanathan Anand, plusieurs fois champion du monde d'échecs (2000, 2007, 2008, 2010 et 2012). ChessBase écrit en 2008 qu'il est courant de trouver dans l'équipe nationale indienne d'échecs plusieurs joueurs natifs de Madras.
Le Championnat du monde d'échecs 2013 s'est tenu à Madras du 6 au 26 novembre ; c'est là qu'Anand a perdu son titre face au norvégien Magnus Carlsen. La ville avait déjà postulé pour l'organisation de la précédente édition en 2012 où Viswanathan Anand affrontait Boris Guelfand mais c'est la candidature de Moscou qui avait été retenue, la Fédération internationale des échecs promettant alors à Madras l'organisation du match 2013 en cas de victoire d'Anand. Pour l'édition 2013, Madras était pourtant en concurrence avec Paris, offrant 2,55 millions d'euros pour cette organisation contre 3,45 millions pour la capitale française mais la FIDE a préféré tenir l'engagement qui avait été pris sur décision de son seul président, Kirsan Ilioumjinov.

## Personnalités liées à la ville
- Viswanathan Anand, champion du monde d'échecs.
- Ilayaraja, auteur-compositeur-interprète.
- Yuvan Shankar Raja, auteur-compositeur-interprète.
- Ellen Hollond, femme de lettres britannique.
- Haroutioun Shmavonian, prêtre et homme de lettres irano-arménien.
- Sundar Pichai, PDG de Google.
- Indra Nooyi, ex-PDG de PepsiCo.
- R. K. Narayan, écrivain d'expression anglaise.
- Annie Besant, conférencière, théosophe et féministe britannique.
- Margaret Cousins, éducatrice, suffragette et féministe irlandaise.
- C. S. Seshadri, mathématicien indien.
- Marshall Stone, mathématicien américain.
- Shivaji Ganesan, acteur, producteur, Chevalier de l'ordre des Arts et des Lettres.
- AR Rahman, auteur-compositeur-interprète.
- Rajinikanth, acteur
- Shyamala Gopalan Harris, biologiste, médecin et oncologue indo-américaine.
- Veenai Dhanammal, chanteuse, musicienne.
- Engelbert Humperdinck, chanteur britannique.
- Rukmini Devi Arundale, danseuse, chorégraphe et pédagogue.
- Pascal Haüsermann, architecte utopiste suisse.
- Elihu Yale, gouverneur de Madras.
- M. S. Gopalakrishnan, musicien violoniste.
- Sujatha Rangarajan, écrivain d'expression tamoule.
- Kamal Hassan, acteur
- Inkulab, écrivain, activiste athée et rationaliste d'expression tamoule.
- Balasaraswati, danseuse.
- Padmini, danseuse et actrice.
- Savitri, actrice.
- S. P. Balasubrahmanyam, chanteur.
- M. S. Subbulakshmi, chanteuse.
- M. G. Ramachandran, homme politique, acteur et réalisateur.
- Bhama Srinivasan, mathématicienne indo-américaine.
- L. Shankar, musicien violoniste et chanteur.
- Alarmel Valli, danseuse, Chevalier de l'ordre des Arts et des Lettres.
- Indrani Rahman, danseuse, Miss Inde 1952.
- Frederika de Hanovre, princesse de Hanovre et de Brunswick, Reine des Hellènes.
- Irène de Grèce, princesse de Grèce et de Danemark.
- Ajith Kumar, acteur
- Vijay, acteur
- Keerthi Pandian, actrice.
- Vikram, acteur
- Surya Sivakumar, acteur
- Dhanush, acteur
- Rose Venkatesan, animatrice de talk-show.

## Galerie

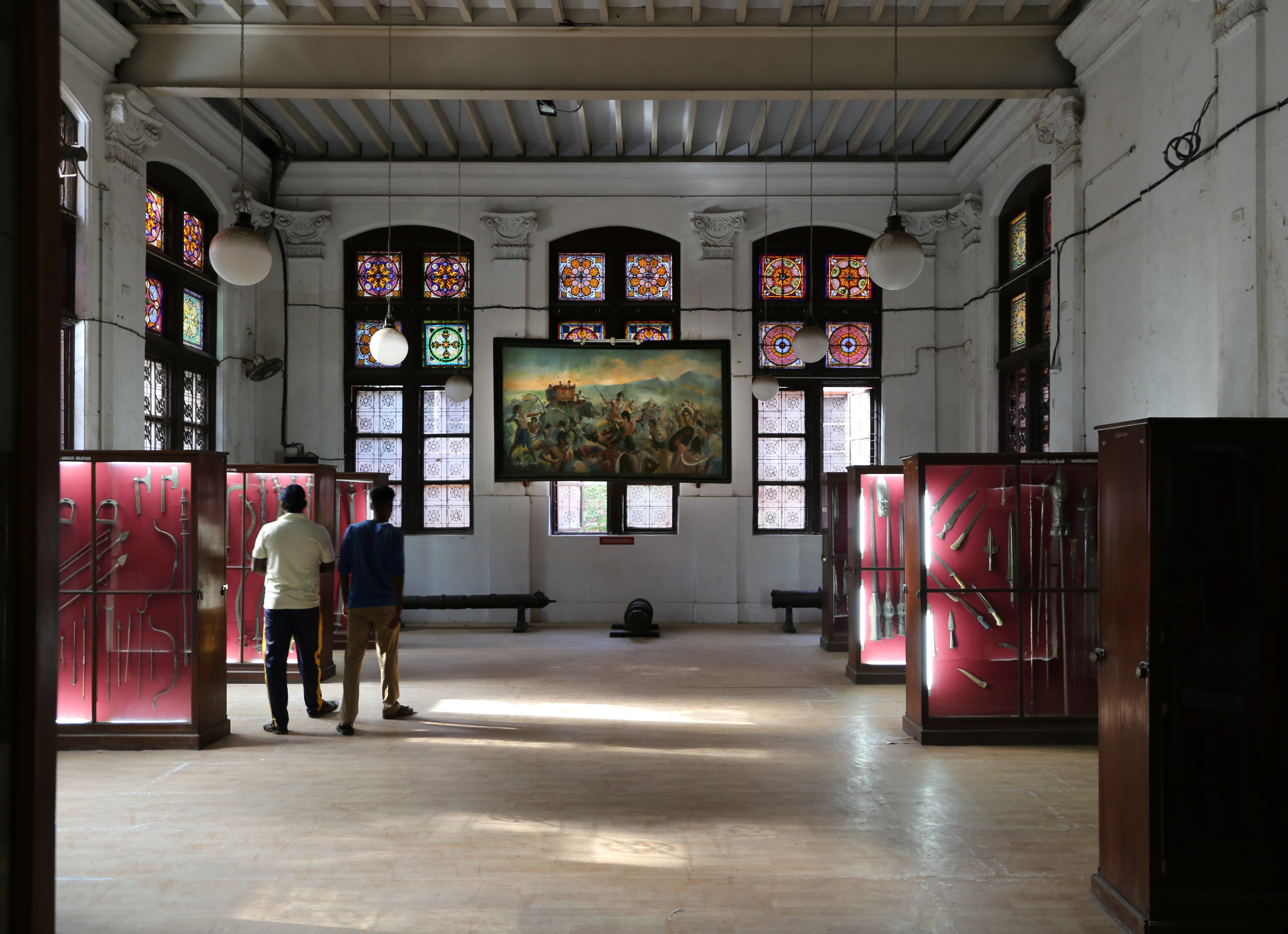
L'armurerie à la section Anthropologie, musée gouvernemental de Madras.
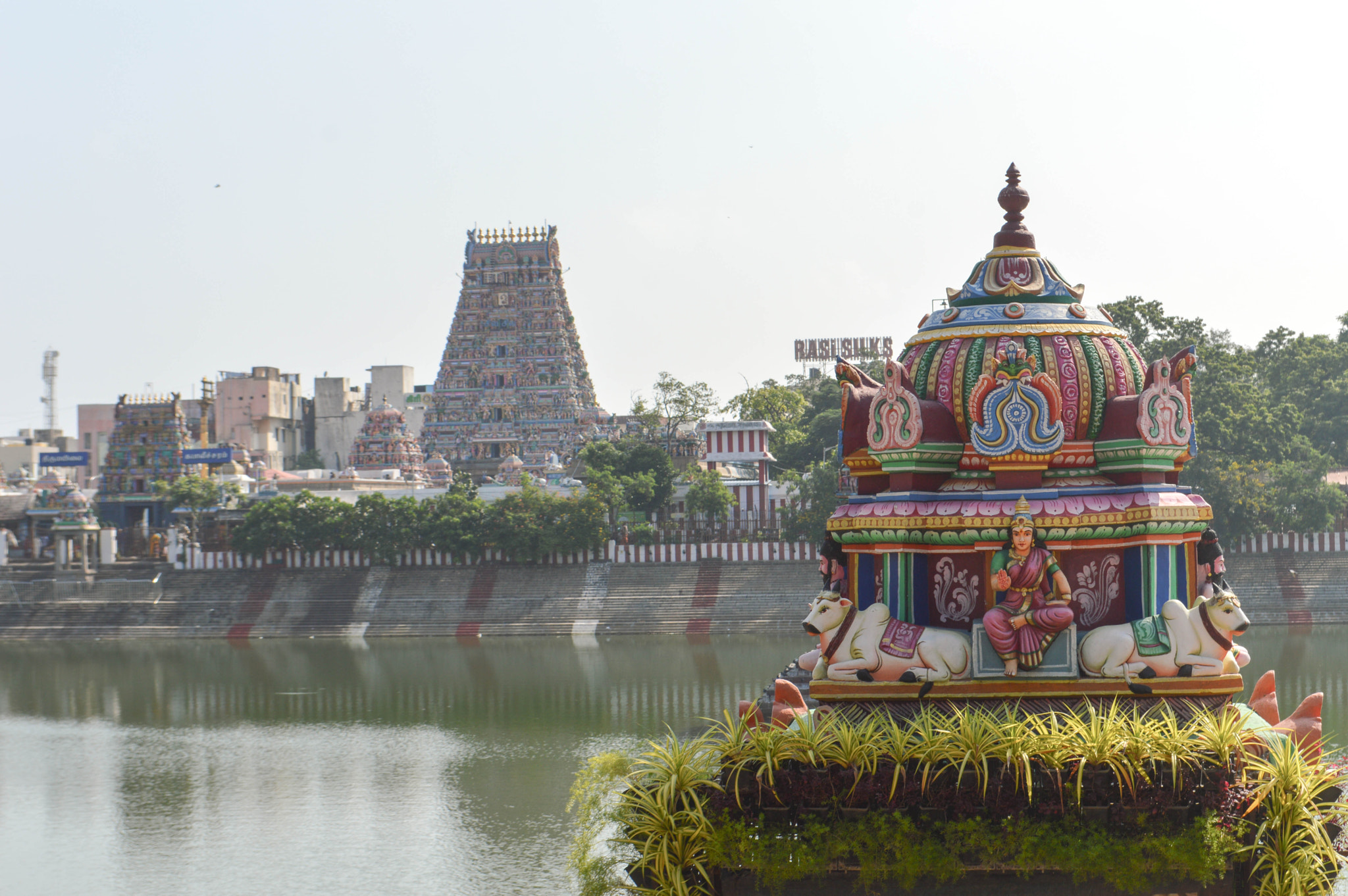
Le temple de Kapaleeshwarar à Mylapore, vu depuis son bassin.
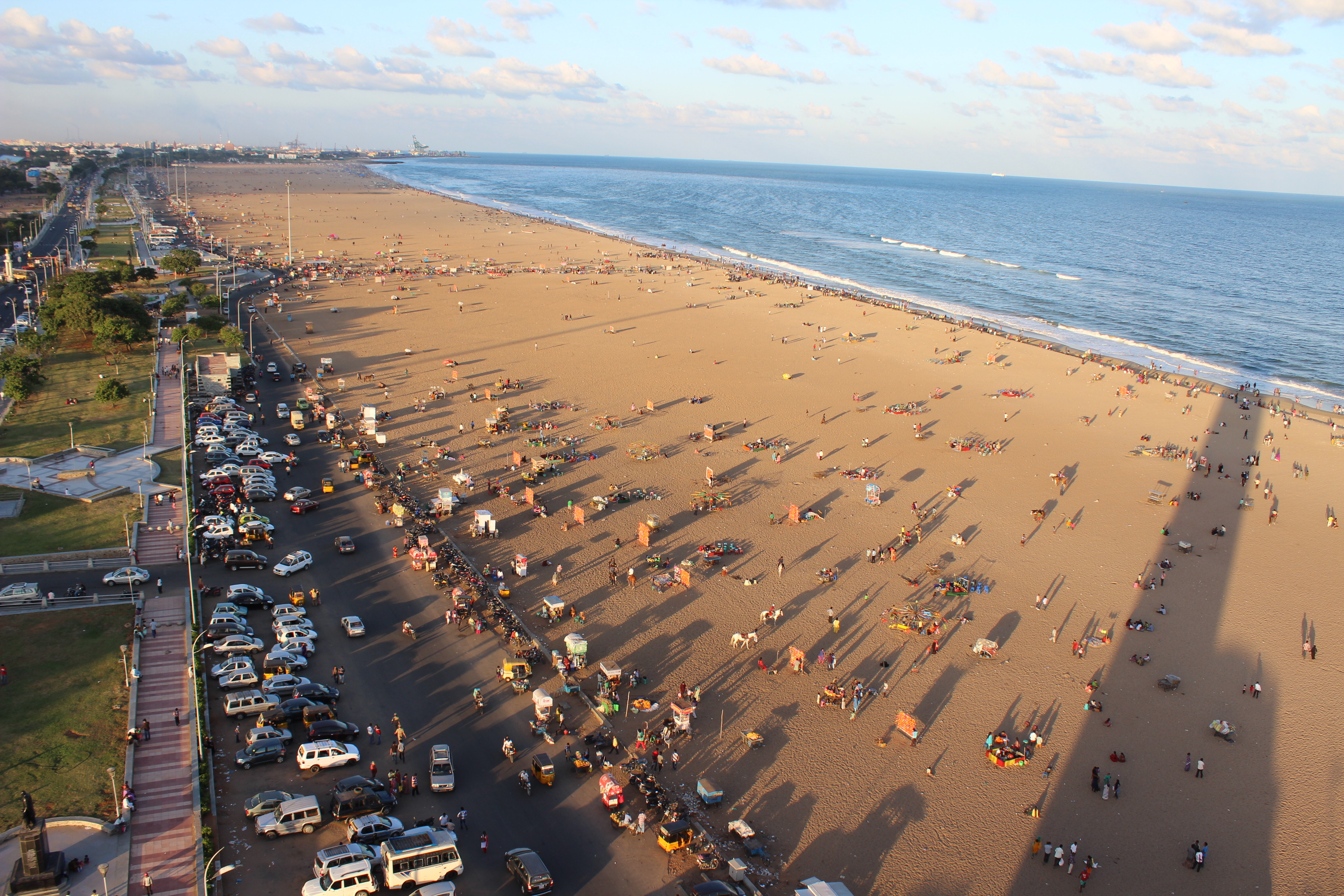
La plage de Santhome, vue depuis le phare.
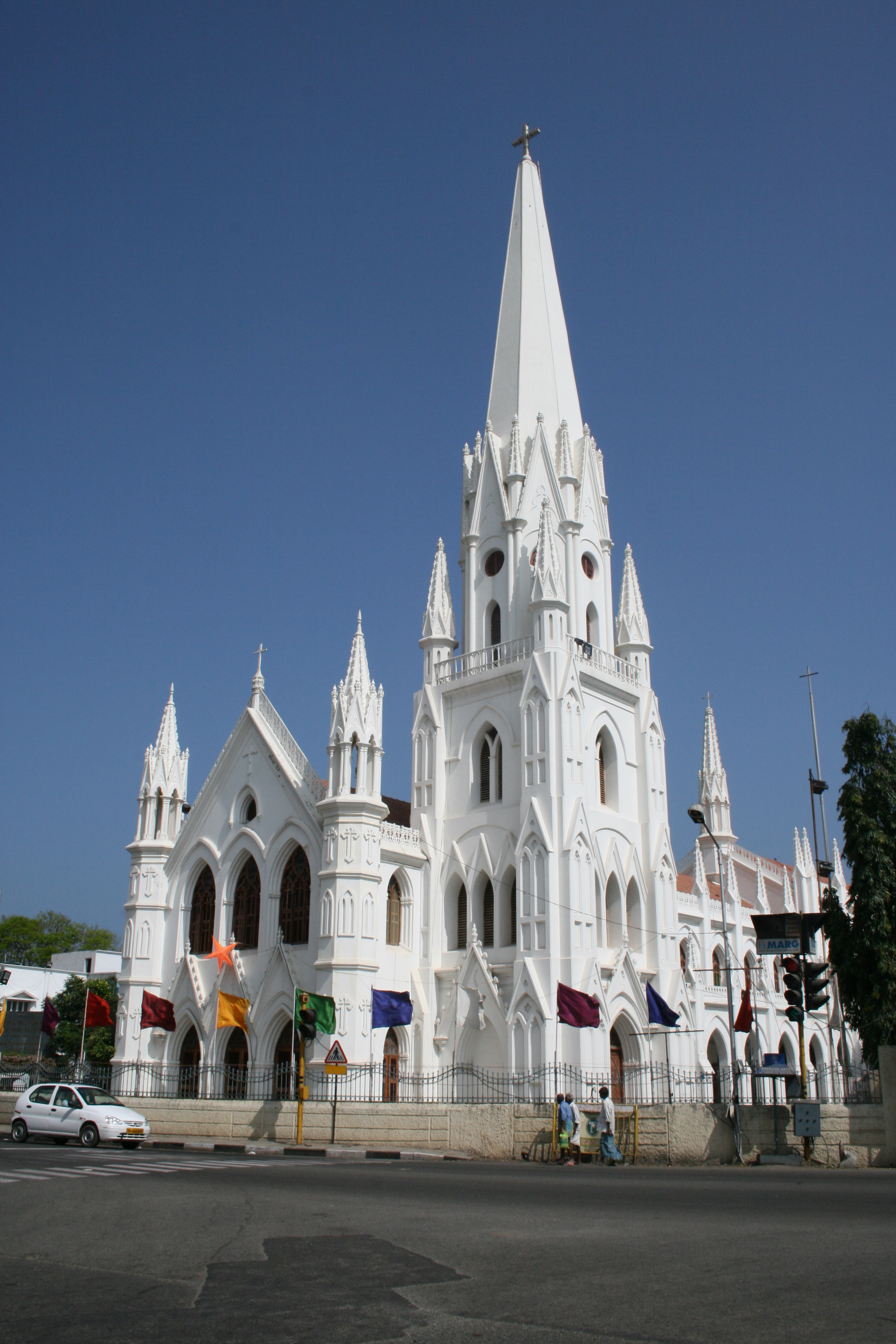
La basilique St-Thomas à Mylapore.
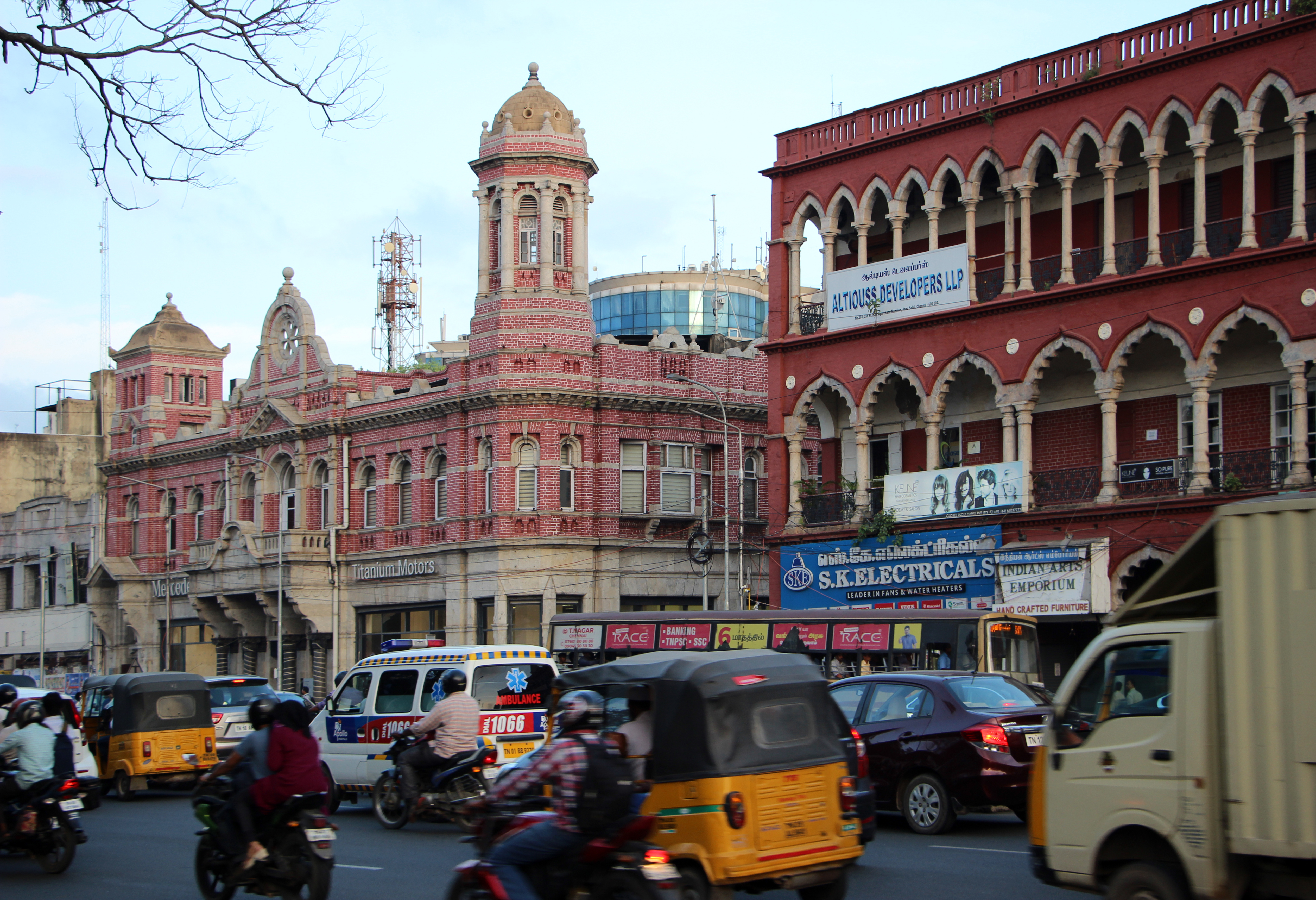
Bâtiments de la période coloniale sur la Rue Anna Salai.
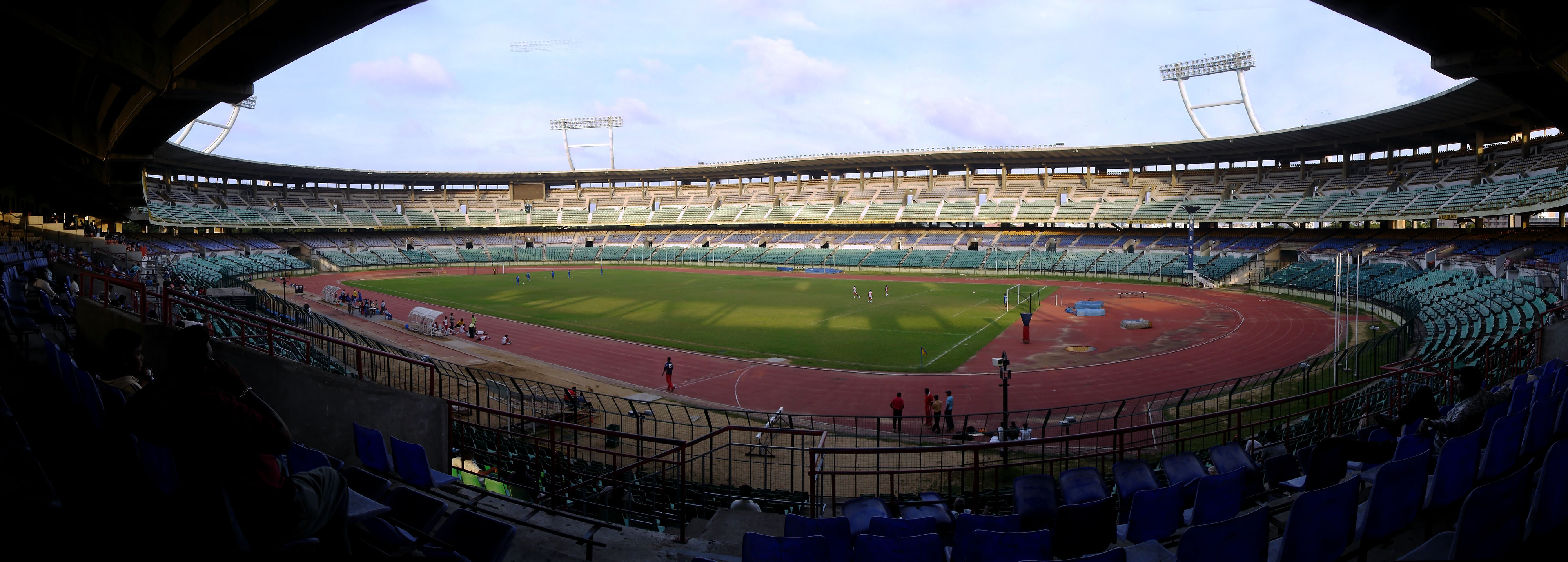
Stade Jawaharlal Nehru.
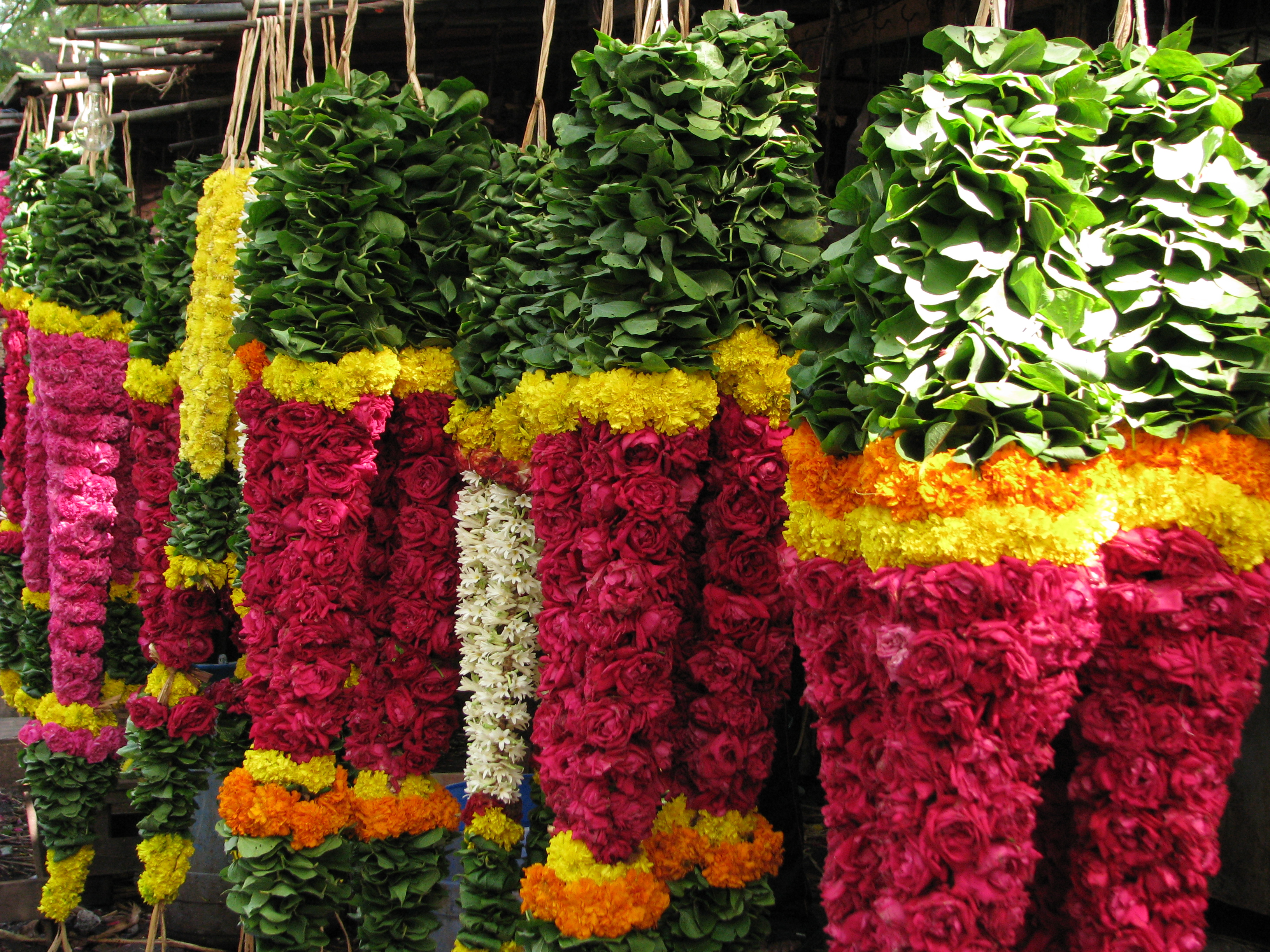
Malai (colliers de fleurs) suspendus dans un stand de fleuriste au marché.
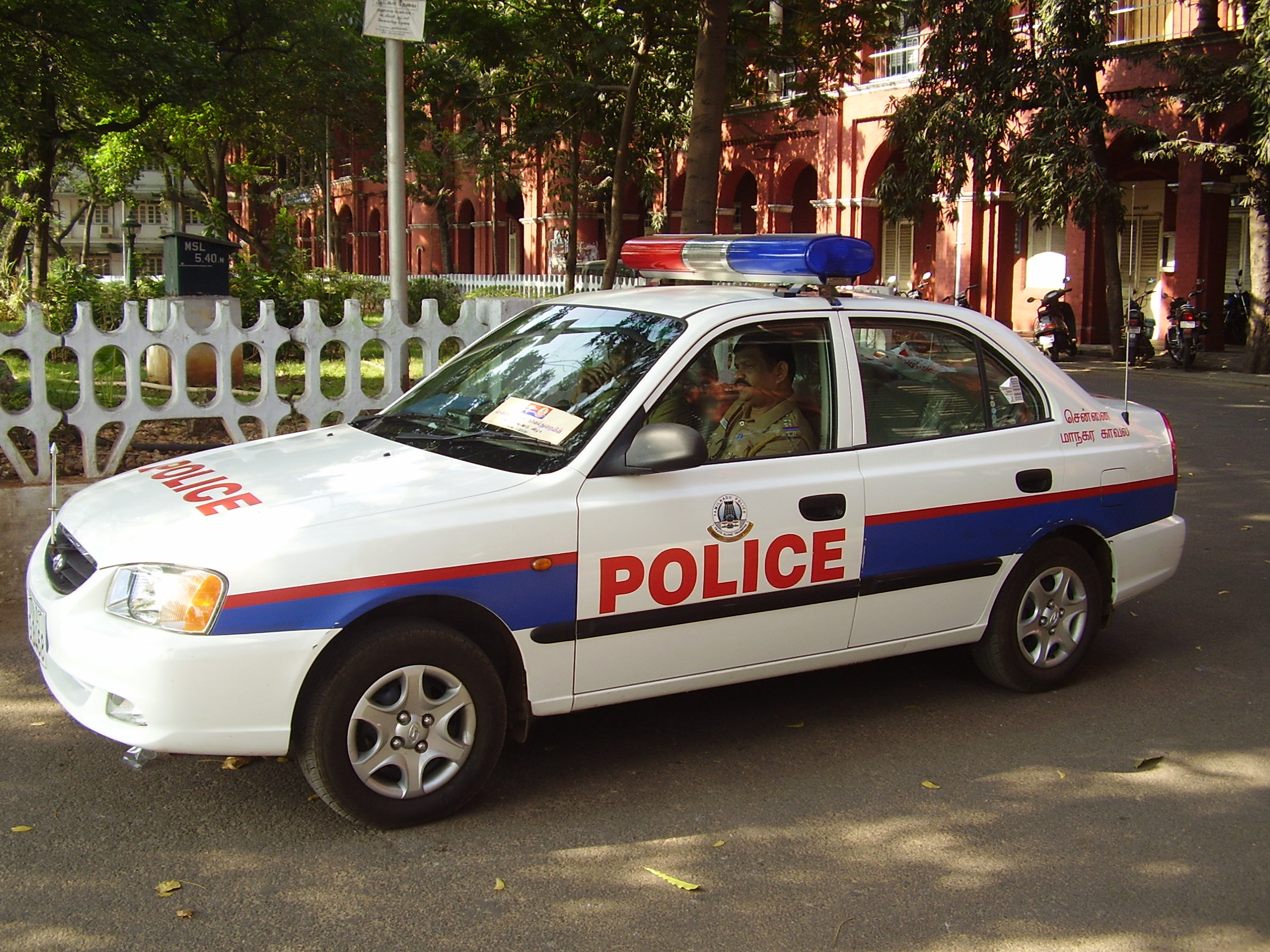
Patrouille de police à Madras (en).
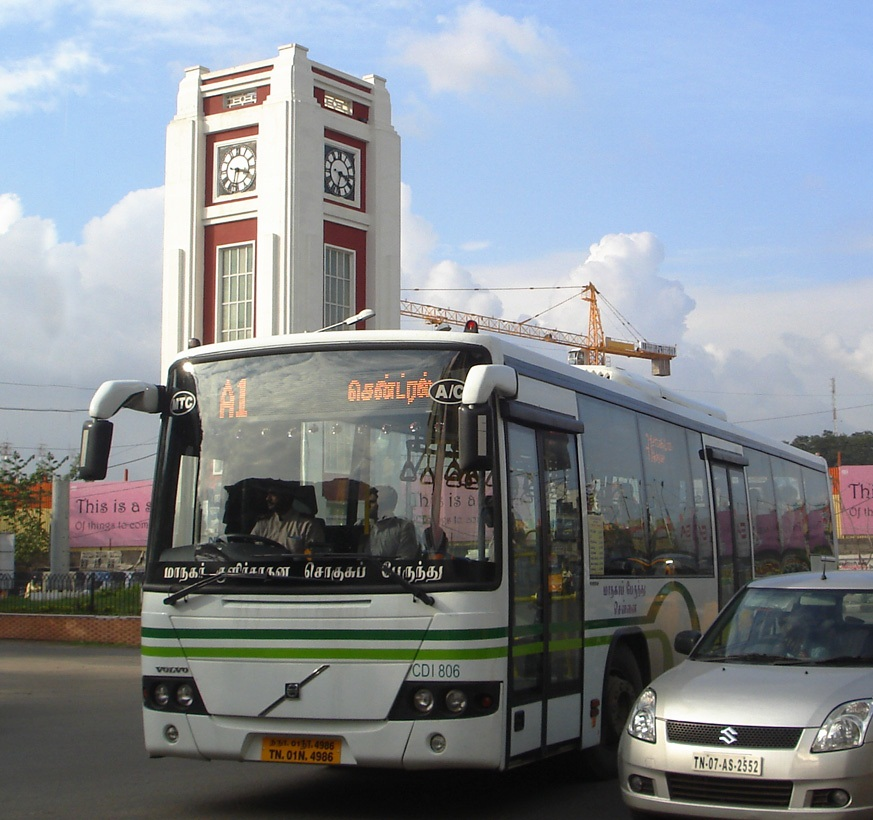
Un bus municipal de la Metropolitan Transport Corporation (en) à Royapettah.
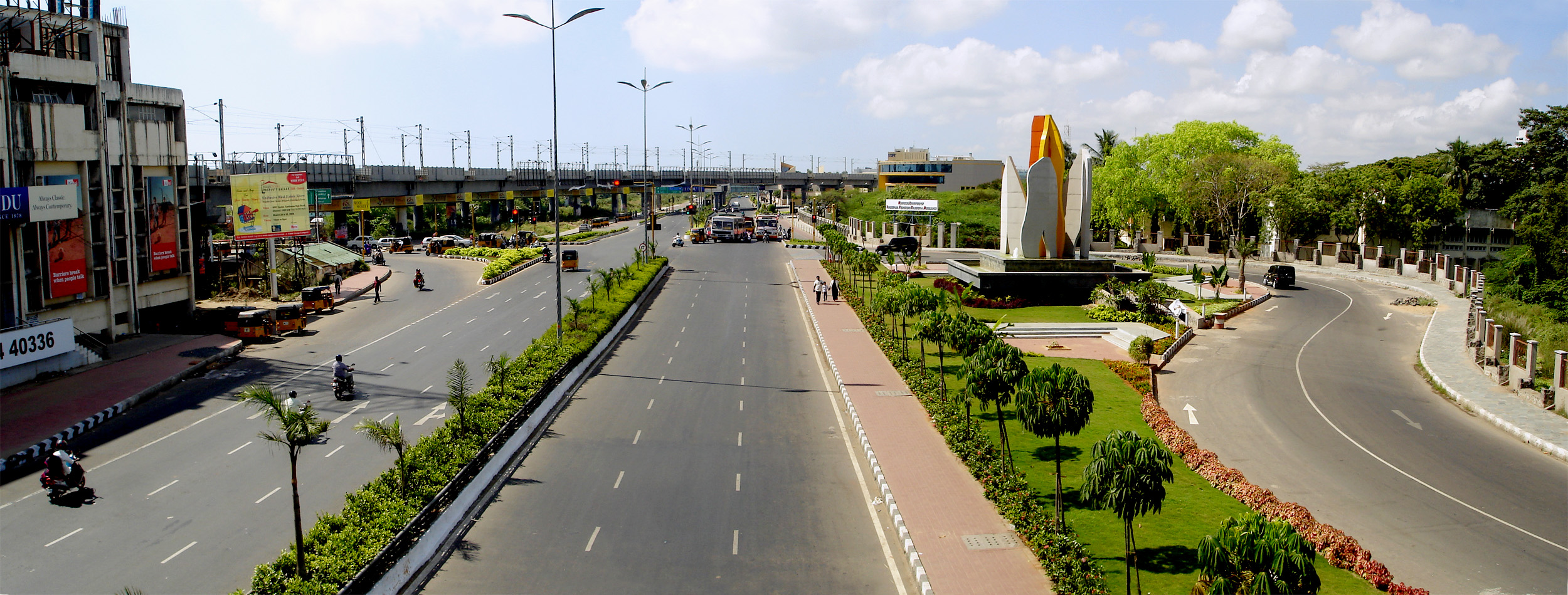
Le Rajiv Gandhi Salai (en) à Madras à hauteur de TIDEL Park (en).
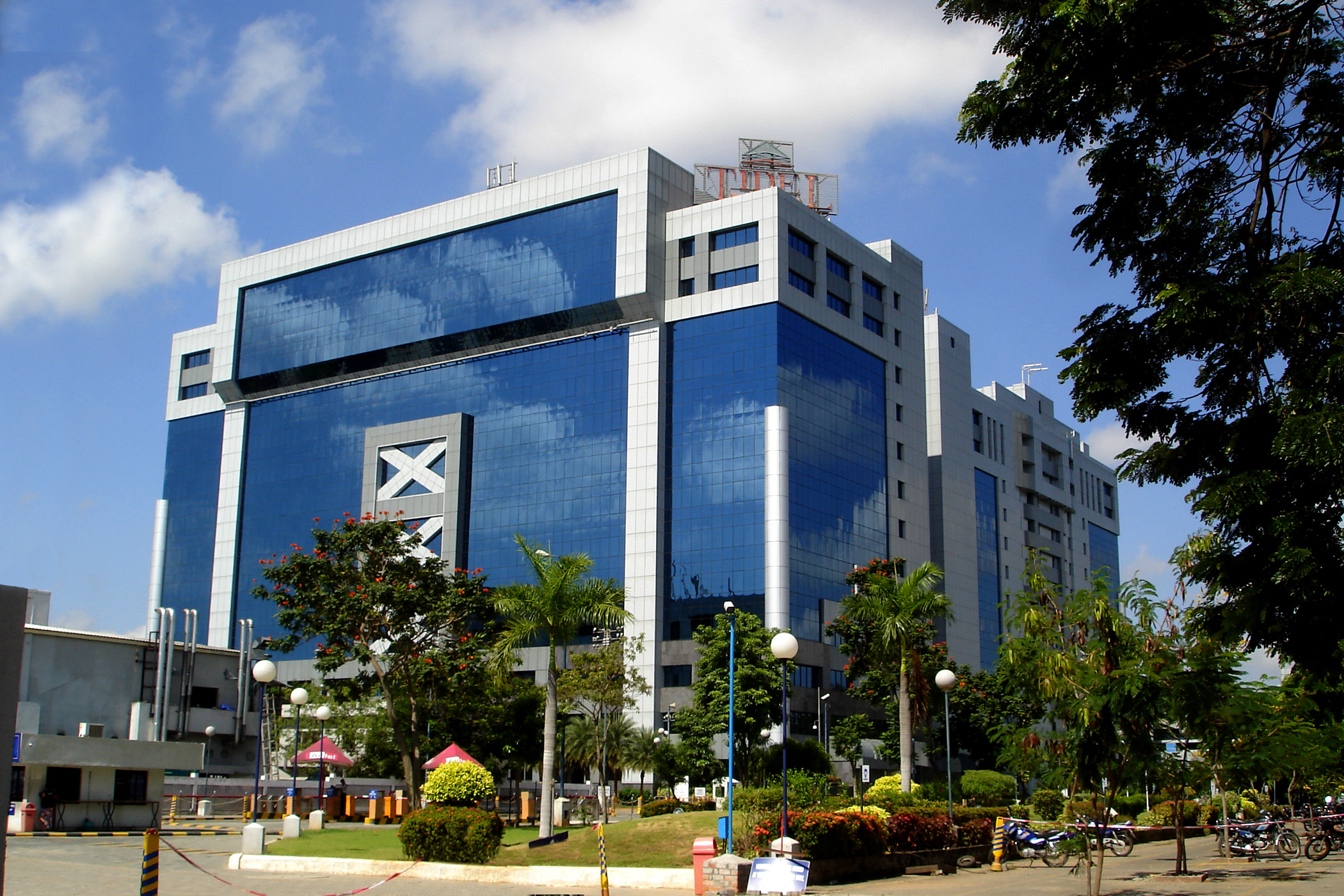
Le TIDEL Park (en), une zone d'activité économique situé près de Thiruvanmiyur.
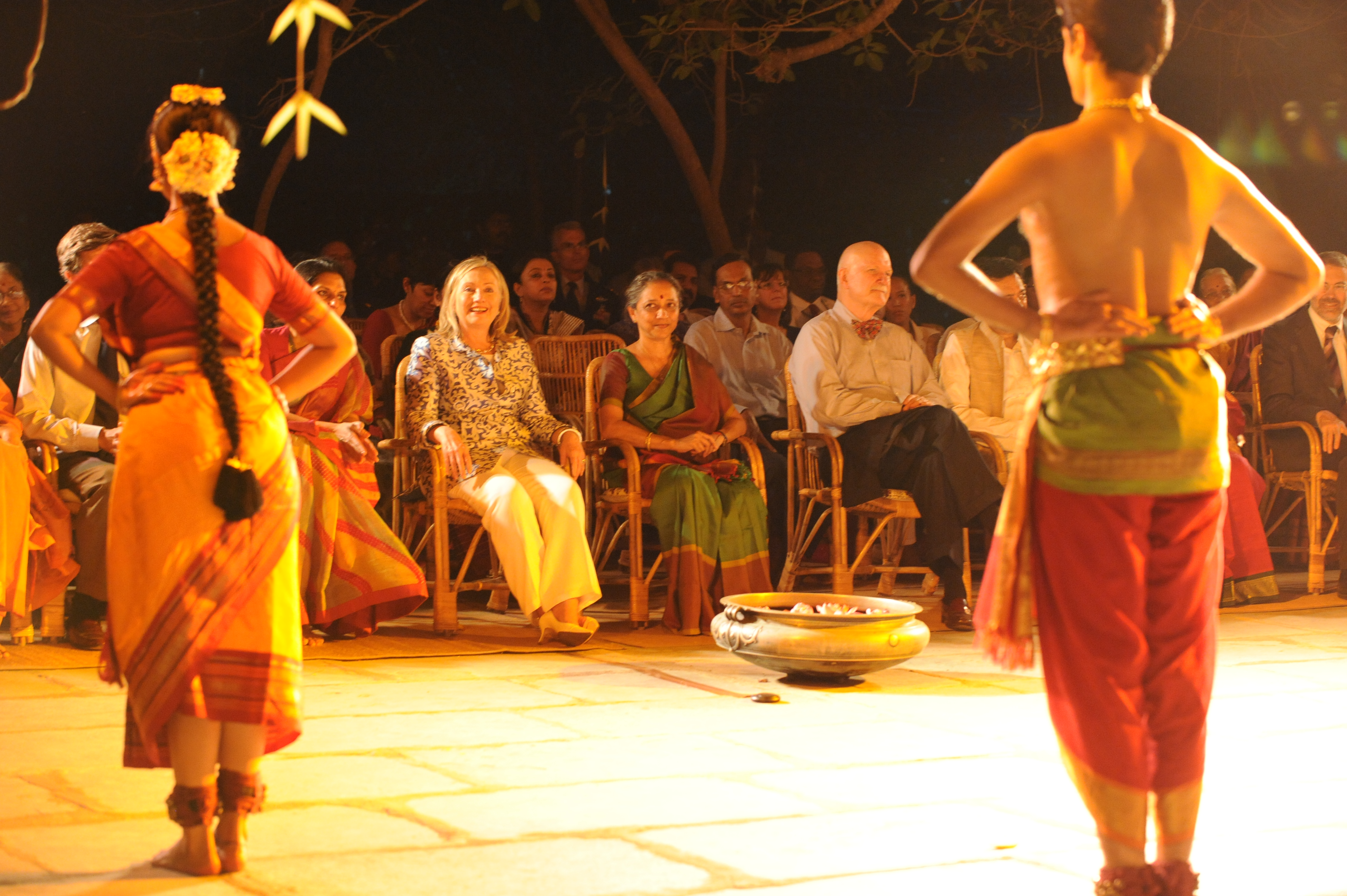
Représentation de Bharatanatyam à la Fondation Kalakshetra.
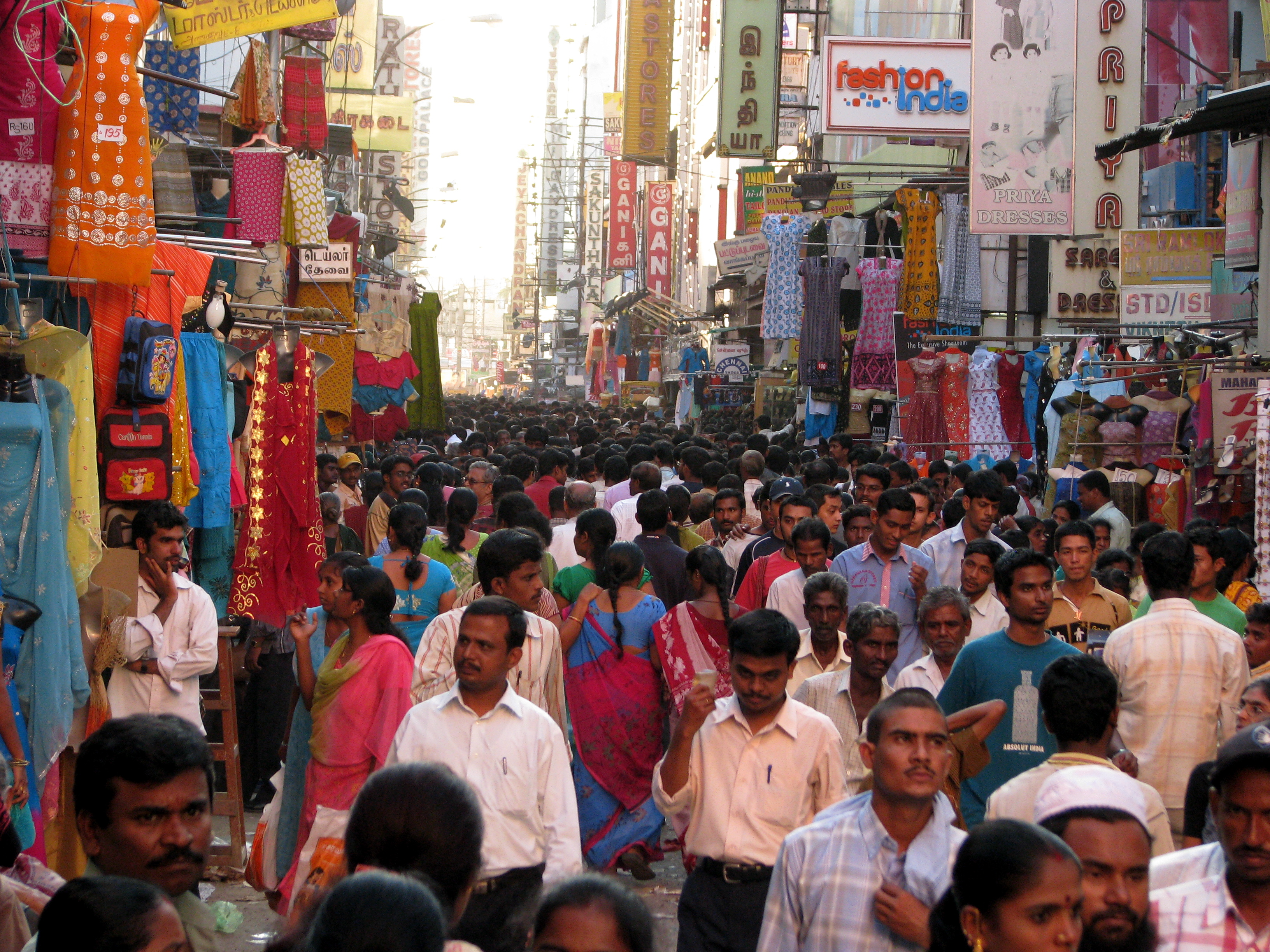
Allée commerçante en effervescence à T.Nagar.
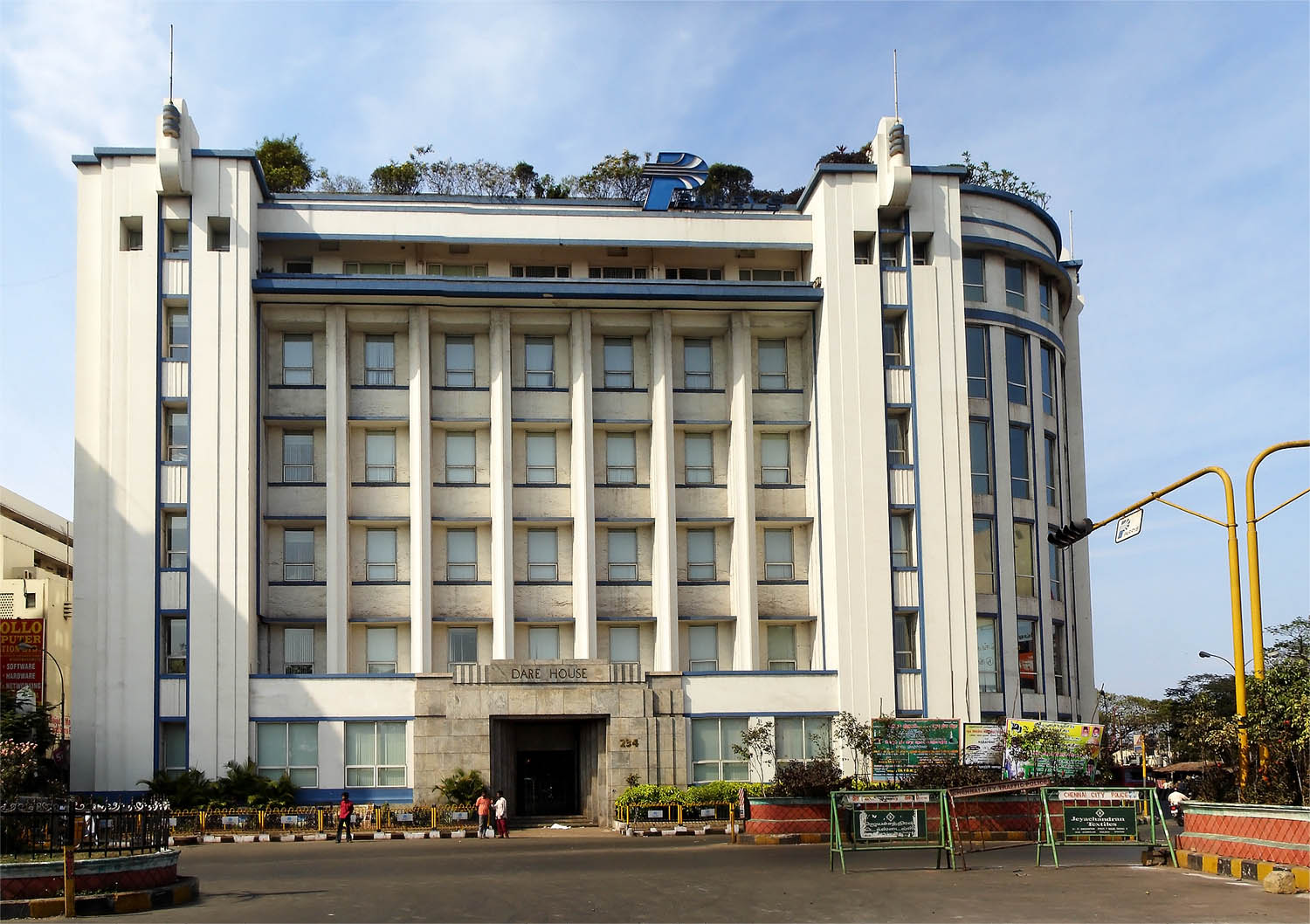
Le Dare House dans le secteur de Parry's Corner, George Town (en).
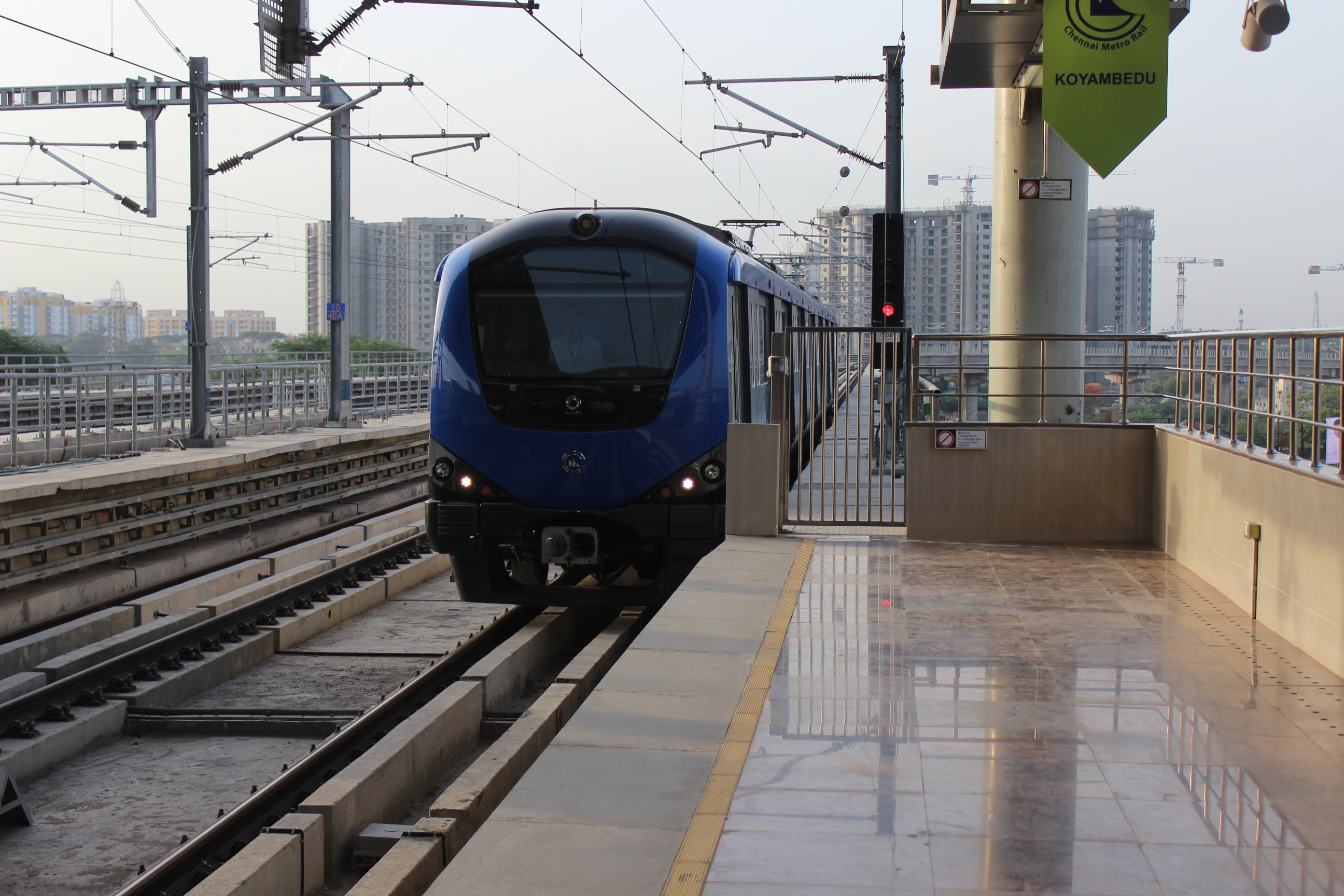
Rame du métro de Madras à l'approche de la station Koyambedu.
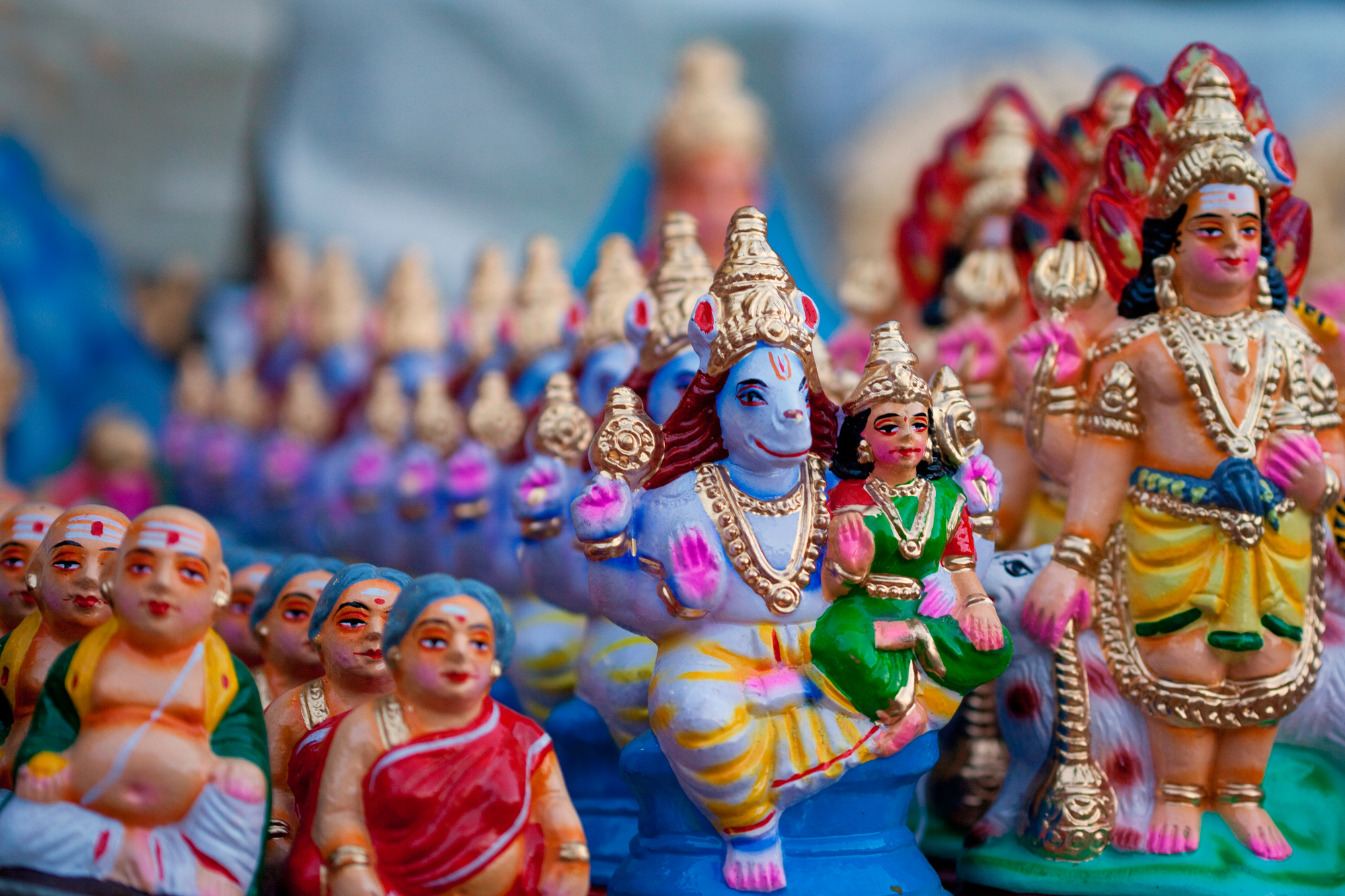
Golu (figurines) de divinités et de personnages folkloriques, en vente dans un étal à Mylapore.
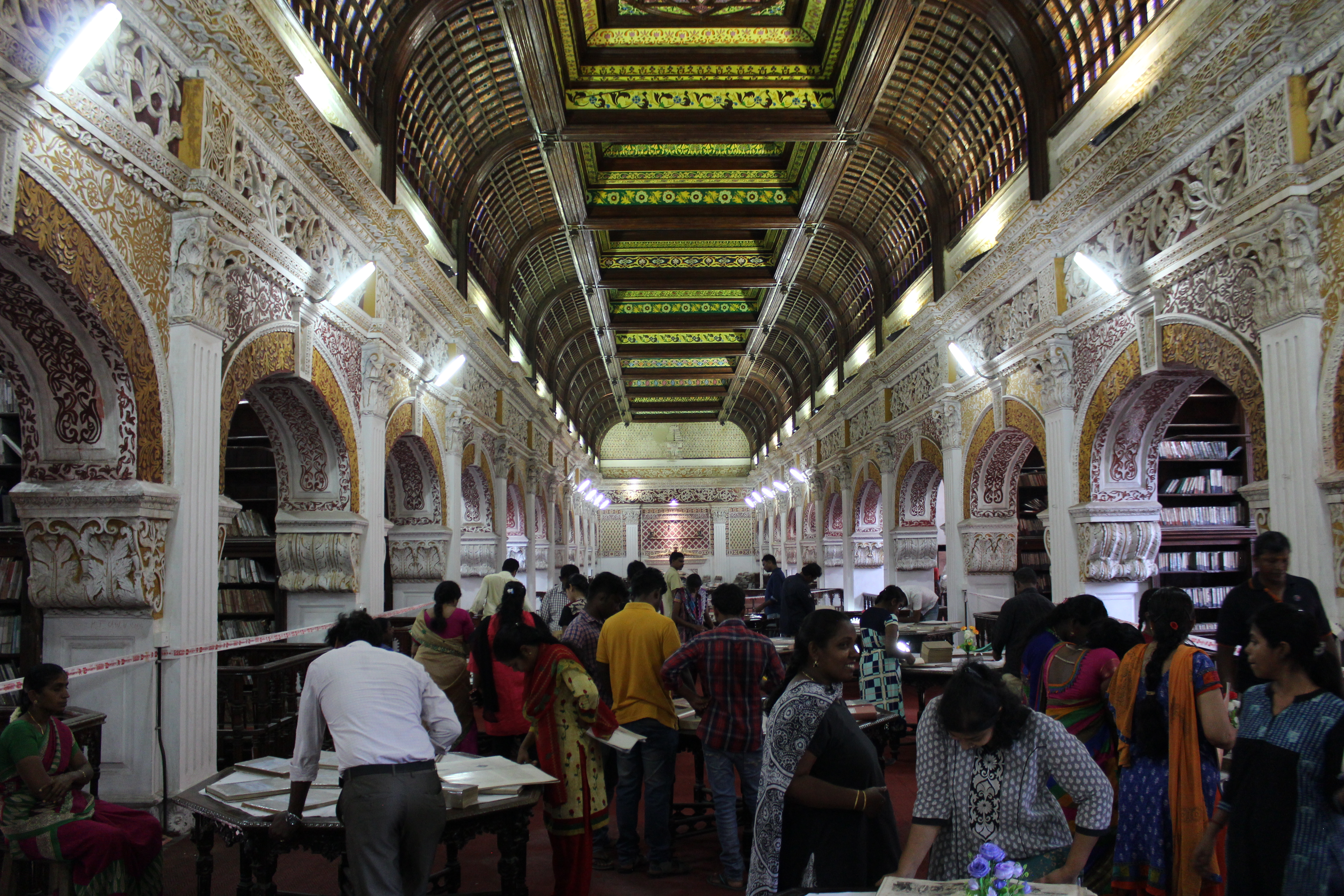
Bibliothèque publique de Connemara, à l'occasion d'une programmation culturelle.
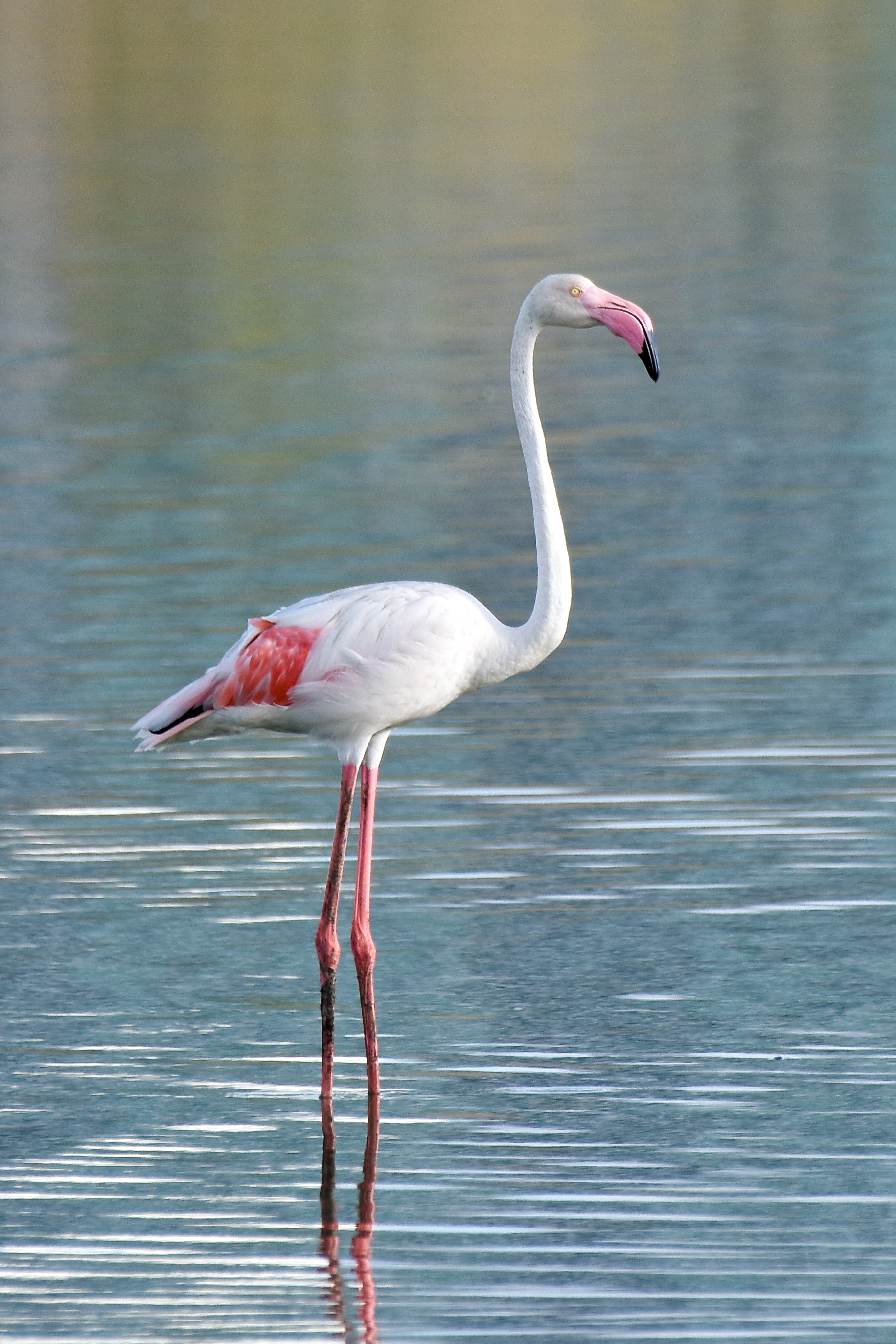
Flamant rose dans la zone humide de Pallikaranai.